# 智海 (香港漫畫家)
智海(英文：Chi Hoi)，本名李智海，香港漫畫家，其兄長為香港作家李智良。
1977年出生於香港，中學就讀於迦密柏雨中學，1999年於香港中文大學食品及營養系畢業。大學時期開始漫畫、插畫等工作，於香港報章雜誌及外國漫畫雜誌發表，也撰寫文章介紹歐洲漫畫。
2004年與歐陽應霽、小克、楊學德及Eric So組成「春卷」。
智海的作品散見於《太陽報》、《明報》、《瞄》雜誌等。著有漫畫集《默示錄》、《灰掐》(鴻鴻合著)、《大騎劫──漫畫香港文學》(江康泉合著)、《The Writer And Her Story》、《Piece of Mind》、《花花世界》系列等，另合編漫畫著述《路漫漫──香港獨立漫畫25年》。作品譯有法文、意大利文、英文、芬蘭文版。

## 著作
- 《The Library》Canada: Conundrum Press 2013
- 《花花世界５：隻字點寫》香港三聯 2013
- 《花花世界４：親一下爸爸》香港三聯 2012
- 《花花世界３：我老師係貓》香港三聯 2011
- 《花花世界２：暑假要延長》香港三聯 2010 / 簡體中文版：廣西師範大學出版社 2012
- 《花花世界》香港三聯 2009 / 簡體中文版：廣西師範大學出版社 2011
- 《A L'Horizon》Swizterland: Atrabile 2008
- 《灰掐》(鴻鴻合著) 台北：黑眼睛文化 2007 / 意大利文版《Il Treno》Canicola 2008 / 法文版《Le Train》Atrabile 2010
- 《大騎劫：漫畫香港文學》上下冊(江康泉 合著) 香港三聯 2007 / 法文版 《Détournements - La Littérature de Hong Kong en Bande Desinnée 》Atrabile 2012
- 《路漫漫：香港獨立漫畫25年》(歐陽應霽合編) 香港三聯 2006
- 《默示錄》麥穗 2003 / 再版 2011
- 《Piece of Mind》Igcool.com 2000
- 《The Writer And Her Story》自資出版 1999，再版：廿九几/Kubrick 2007
- 《The Writer》自資出版 1997

## 外部連結
- 智海的個人網站 （页面存档备份，存于）